# عملیات بیت‌المقدس ۷
عملیات بیت‌المقدس ۷ عملیات نظامی گسترده نیروهای مسلح ایران، در خلال جنگ ایران و عراق بود، که به فرماندهی سپاه پاسداران انقلاب اسلامی، در خردادماه ۱۳۶۷ بر ضد نیروهای ارتش عراق در منطقه شلمچه، استان خوزستان انجام شد. عملیات بیت‌المقدس ۷ در تاریخ ۲۳ خرداد ۱۳۶۷ آغاز شد و ۲ روز بعد، با شکست نیروهای ایرانی در دسترسی به اهداف عملیات، به پایان رسید.

## منطقه عملیات
منطقه مورد نظر برای عملیات، در منطقه عمومی شلمچه و در حد فاصل پاسگاه بوبیان تا جاده شلمچه (منطقه عملیاتی کربلا ۵) قرار داشت.

## اهداف و اهمیت عملیات
در حالی که ایران آماده می‌شد تا «قطعنامه ۵۹۸» سازمان ملل را به عنوان معاهده‌ای برای پایان جنگ ۹۲ ماهه تحمیلی بپذیرد، نیروهای عراقی با پیشروی در خطوط ایران و حتی اشغال برخی مناطق، وضعیت فوق‌العاده‌ای را به وجود آوردند. در مقابل ایرانی‌ها برای پس زدن این نیروهای مهاجم، دست به تدارک عملیات بیت‌المقدس ۷ زدند. هدف اصلی، انهدام قوای دشمن در منطقه شلمچه بود که در چنین صورتی ممکن بود علاوه بر تصرف مجدد این منطقه، از حمله عراق به جزایر مجنون نیز جلوگیری شود.

## شرح عملیات
در نخستین ساعات بامداد ۲۳ خردادماه ۱۳۶۷ با رمز «یا اباعبدالله (ع)» آغاز شد. پس از تقویت دوباره ارتش عراق، قوای مسلح این کشور دست به تهاجماتی قابل توجه در محورهای جنوبی جنگ زدند. در حالی که ایران آماده می‌شد تا قطعنامه ۵۹۸ سازمان ملل را به عنوان معاهده‌ای برای پایان جنگ ۹۲ ماهه بپذیرد، نیروهای ارتش عراق با پیشروی در خطوط ایران و حتی اشغال برخی مناطق، وضعیت فوق‌العاده‌ای را به وجود آوردند. برای همین باید امتیازاتی را که رژیم عراق قصد داشت با قبول حالت نه صلح، نه جنگ از ایران بگیرد، پس گرفته می‌شد. بنابر این سیاست و این تاکتیک بود، که عملیات بیت‌المقدس ۷ یک عملیات ویژه در نوع خود بود، به منظور پس زدن نیروهای عراقی از این سوی خطوط بین‌المللی، در منطقه عمومی شلمچه، خرمشهر کلید خورد. این عملیات در اوج فصل گرما، توسط نیروهای لشکر ۲۷ محمد رسول‌الله و لشکرهای دیگر سپاه انجام شد.
در این عملیات پیش‌بینی‌های فرماندهان سپاه درست از آب در نیامد. احتمال می‌رفت نقشه عملیات لو رفته باشد. چرا که در گرماگرم نبرد عراق تاکتیکش را عوض کرد و جلوی دو لشکر ۲۵ کربلا (نیروهای شمال) و لشکر ۸ نجف (نیروهای اصفهان) را گرفت و اجازه داد تا گردان کمیل از لشکر ۲۷ محمد رسول‌الله، که در میانه حرکت می‌کرد، تا خیابان‌های بصره جلو بیاید، سپس عقبه آنها را با هواپیما، بالگرد، توپ و خمپاره بست. در این عملیات تلفات در هر دو طرف نبرد سنگین بود. نیروهای ایران برای اینکه ارتش عراق تصور کند تعدادشان زیاد است، دائم از نقطه‌ای به نقطه دیگر حرکت می‌کردند. سپس از سوی فرماندهی سپاه دستور به عقب‌نشینی لشکرها داده شد. در آن گرمای ۵۰ درجه، برخی گردان‌ها در تله گیر افتادند. بسیاری از نیروهای ایرانی به خاطر نرسیدن آب به خط مقدم، از تشنگی و گرمازدگی کشته شدند و عده‌ای دیگر نیز در خلال نبرد کشته یا اسیر شدند. به همین علت، عملیات بیت‌المقدس هفت را عملیات عطش نیز می‌گویند.

## استعدادها، تلفات و خسارات

### ایران[۵]
سازمان رزم عملیات با فرماندهی قرارگاه کربلا به شکل زیر تنظیم شد:
- لشکر ۷ ولی عصر (عج) به استعداد دو گردان پیاده؛
- لشکر ۸ نجف اشرف به استعداد سه گردان پیاده و یک گردان زرهی؛
- لشکر ۱۴ امام حسین (ع) به استعداد پنج گردان پیاده و یک گردان زرهی؛
- لشکر ۱۹ فجر به استعداد شش گردان پیاده؛
- لشکر ۲۵ کربلا به استعداد هفت گردان پیاده و یک گردان زرهی؛
- لشکر ۲۷ محمدرسول‌الله (ص) به استعداد پنج گردان پیاده و یک گردان زرهی؛
- لشکر ۳۳ المهدی (عج) به استعداد شش گردان پیاده و یک گردان زرهی؛
- لشکر ۴۱ ثارالله به استعداد هشت گردان پیاده؛
- لشکر ۵۲ قدس به استعداد سه گردان پیاده؛
- تیپ مستقل ۱۸ الغدیر به استعداد دو گردان پیاده و یک گردان زرهی؛
- تیپ مستقل ۲۰ زرهی رمضان به استعداد
- تیپ مستقل ۳۸ زرهی ذوالفقار به استعداد
- تیپ مستقل ۷۲ زرهی محرم به استعداد
- ۱۷ گردان توپخانه از سپاه و چهار گردان توپخانه از ارتش.

### عراق[۵]
منطقه عملیاتی که در حوزه استحفاظی سپاه سوم عراق قرار داشت، به وسیله لشکرهای پیاده ۸، ۱۱ و ۱۹ پدافند می‌شد. حدفاصل جاده شلمچه تا بوارین به لشکر ۱۱، از جاده شلمچه تا پاسگاه بوبیان به لشکر ۱۹ و از بوبیان تا زید به لشکر ۸ واگذار شده بود. در مجموع، یگان‌هایی که قبل و به هنگام عملیات در منطقه حضور یافتند به قرار زیر می‌باشند:
- لشکر ۸ پیاده با تیپ‌های ۱ و ۲۷ مکانیزه و ۴۱۸ و ۲۹ پیاده؛
- لشکر ۱۱ پیاده با تیپ‌های ۴۵، ۴۴، ۲۹ و ۲۳ پیاده؛
- لشکر ۱۹ پیاده با تیپ‌های ۲۸، ۴۲۱، ۴۲۹ و ۴۲۲ پیاده و دو گردان کماندویی؛
- لشکر ۶ زرهی با تیپ‌های ۲۵ و ۲۶ مکانیزه؛
- لشکر ۱ مکانیزه با تیپ‌های ۱ مکانیزه و ۳۴ زرهی؛
- لشکر ۳ زرهی با تیپ‌های ۶ و ۱۲ زرهی، ۸ مکانیزه و ۱۱۳ پیاده؛
- لشکر ۵ مکانیزه با تیپ‌های ۱۵ و ۲۰ مکانیزه و ۲۶ زرهی؛
- لشکر ۱ کماندویی گارد ریاست جمهوری با تیپ‌های ۳ و ۴؛
- لشکر ۲ پیاده گارد ریاست جمهوری با تیپ‌های ۵، ۶ و ۷؛
- لشکر ۳ زرهی گارد ریاست جمهوری با تیپ ۱۲ کماندویی؛
- تیپ‌های ۶۰ زرهی، ۷۰۴ پیاده و ۱۱۶ پیاده با تابعیت نامعلوم؛
- ۳۰ گردان توپخانه سپاه سوم.

عراقی‌ها در این عملیات، خسارت بالایی از لحاظ نفرات دیدند. ۲۰ هزار نفر از ارتش این کشور، کشته، زخمی یا به اسارت درامدند. در این عملیات، یک فروند هواپیما عراقی، ۶۰ دستگاه تانک و نفربر زرهی، ۴۰ قبضه توپ، ۲۰۰ دستگاه خودروی نظامی و چندین زاغه مهمات منهدم شدند.

## برای مطالعهٔ بیشتر
- محسن رشید، گزارشی کوتاه/ مرکز مطالعات و تحقیقات جنگ سپاه پاسداران انقلاب اسلامی، ویرایش: مهدی انصاری، تهران: سپاه پاسداران انقلاب اسلامی، مرکز مطالعات و تحقیق جنگ، ۱۳۷۸، شابک: ۹۶۴-۶۳۱۵-۳۳-x